# Sebastián Seoane
Sebastián Jorge Seoane, más conocido como Seby o por su seudónimo SBY, (Buenos Aires; 3 de septiembre de 1981) es un guitarrista y músico argentino. Es conocido por ser el guitarrista del grupo musical Tan Biónica. 

## Carrera

### Vida personal
Realizó sus estudios secundarios en el Instituto Obras, ubicado en el mismo predio que el Estadio Obras, en donde junto a los hermanos Chano y Bambi veían las pruebas de sonido de los grupos nacionales e internacionales que allí se presentaban, lo cual los inspiró en lo que luego sería su carrera musical. Respecto de los inicios de la misma, Chano ha dicho que junto a Seby y Bambi "siempre tuvimos la rutina de ir sábados y domingos a ensayar, desde los 15 años", considerando que la música era la única vocación que habían logrado encontrar en la vida.

### Tan Biónica
Junto a los hermanos Chano y Bambi, a fines de los '90 conformaron la banda MIC, de estilo cercano al punk rock. En 2001 se sumaría Diega en la batería, cerrándose así Tan Biónica, junto a Seby en guitarras, Chano en voz y Bambi en bajo, coros y producción.

Tan Biónica tuvo un largo camino recorrido antes de sus primeros éxitos y su salto a la fama de la que hoy en día goza. Comenzando en el under, recorriendo bares y lugares inhóspitos alrededor de todo el país, la banda logró grabar su EP en 2003, titulado Wonderful noches. 
Sin embargo, tuvieron que esperar tres años más para poder finalmente en 2007 grabar su primer álbum en disco compacto, Canciones del huracán. El primer corte de difusión elegido, «Arruinarse», cuenta con la participación por parte de Seby en la cual se lo puede observar tocando junto al grupo. La canción fue un éxito en 2007 y logró posicionar a la banda en los primeros puestos de los rankings de todo el país y darle mayor difusión. Un año después comenzaron su gira de promoción del CD, llamada «Huracán Tour», recorriendo varias provincias del país. 

A pesar de la gira y del éxito de «Arruinarse», fue recién en el 2010, con el lanzamiento del álbum Obsesionario, que realmente comenzaron a tener éxito. Gracias a su sencillo «Ella», el cual se convirtió en un éxito inmediatamente luego de su lanzamiento, volvieron a posicionarse en los primeros puestos de los rankings radiales y en los canales de música. Seguida por «Beautiful», «El duelo», «Obsesionario en la mayor», «Loca», «La comunidad» y «La suerte está echada», este disco no ha sido más que una seguidilla de éxitos que han logrado mantener a Tan Biónica en una posición muy importante en la cultura de la música de estos últimos tiempos. Gracias a él, emprendieron su gira «Obsesionario Tour», con más de 150 recitales no sólo a nivel nacional, llegando a todas las provincias, sino también por todo Latinoamérica, visitando países como Uruguay, México y Colombia, además de Europa, e incluso teniendo una participación en el conocido festival de música internacional Rock in Río, en Brasil. La gira culminó en la Ciudad Autónoma de Buenos Aires, llegando a hacer sus primeros tres conciertos en el Luna Park, en junio del 2012. Este disco les valió varias nominaciones a galardones entre los que se encuentran dos Premios Gardel.
Luego del lanzamiento de Obsesionario y con la vorágine de los conciertos, conferencias de prensa, entrevistas, y viajes, surgió Destinología, su tercer álbum de estudio, lanzado en mayo del 2013. Éste tuvo sus sencillos «Ciudad mágica», «La melodía de Dios», «Música» y «Mis noches de enero», siendo todos primeros en los rankings musicales durante un gran tiempo luego de sus lanzamientos. El disco fue presentado en Córdoba en junio de 2013, comenzando el «Tour Destinológico».
Además, Tan Biónica fue contratada por la empresa Coca-Cola para grabar la canción «El mundo es nuestro», junto a Gaby Amarantos, de Brasil, para la Copa Mundial de la FIFA 2014, llevada a cabo en Brasil.

## Carrera solista
Luego del impasse de Tan Biónica, Seby comenzó su carrera solista al nombre de "SBY", lanzando su primer sencillo "Mi mejor presente" en 2018 y "Qué voy a ser?" en 2019. Además, ha colaborado como guitarrista en las canciones solistas de sus compañeros de banda.

## Vuelta deTan Biónica
Durante la presentación de Chano en el festival Lollapalooza Argentina 2023, Seby participó en la aparición sorpresa de Tan Biónica, donde junto al grupo interpretaron 4 canciones. Al final del espectáculo, el grupo anunció que muy pronto se volverán a presentar en vivo para darle a sus fanes "una última noche mágica". El viernes 12 de mayo a las 12:00 p. m. se daría a conocer vía redes sociales el espectáculo, siendo el 28 de octubre en el Estadio José Amalfitani, ciudad de Buenos Aires.